# クリメント・ヴォロシーロフ
クリメント・エフレモヴィチ・ヴォロシーロフ（ロシア語: Климе́нт Ефре́мович Вороши́лов, ラテン文字転写: Kliment Yefremovich Voroshilov; ウクライナ語: Климент Охрімович Ворошилов, ラテン文字転写: Klyment Okhrimovych Voroshylov; 1881年2月4日 - 1969年12月2日）は、ロシア及びソビエト連邦の革命家、軍人、政治家。ソ連国防大臣、国家元首に当たる最高会議幹部会議長を歴任した。ソ連邦英雄（2度）、社会主義労働英雄（1度）などの称号を持ち、軍人としての最終階級はソ連邦元帥である。

## 概要
ロシア帝国領ウクライナのロシア人労働者の家庭に生まれたヴォロシーロフは、ボリシェヴィキ（後のロシア共産党）の古参党員として、1917年のロシア革命に参加し、ロシア内戦中のツァーリツィンの戦いでは政治将校とし前線で勤務し、そこでヨシフ・スターリンとの親交を深めた。1921年にはソビエト連邦共産党中央委員会中央委員に選出され、1925年にはスターリンから陸海軍人民委員（後の国防人民委員で事実上の国防大臣）に任命され、翌年には政治局員となり、徐々にスターリンの側近として頭角を表し、体制の実力者としての地位を確立していった。
第二次世界大戦が勃発すると、ヴォロシーロフは冬戦争中のフィンランドにおける赤軍の失敗の責任を問われる形で、セミョーン・チモシェンコ軍司令官に国防人民委員を交代させられたが、1941年6月の独ソ戦勃発後に設立された臨時国家最高機関である国家防衛委員会の委員に任命されたことで政権の中枢から排除されることを免れた。
戦後、ヴォロシーロフはハンガリーの社会主義政権（ハンガリー人民共和国）の樹立を監督した。また、1953年のスターリンの死後、ヴォロシーロフは国家元首格である最高会議幹部会議長に任命された。しかし、共産党第一書記のニキータ・フルシチョフの台頭により、ヴォロシーロフの地位は揺らぎ始め、1960年に最高会議幹部会議長の職を辞任した。1966年に党中央委員に復帰したものの、1969年に88歳で死去した。

## 生涯

### 生い立ち
1881年2月4日（ユリウス暦1月23日）、ロシア帝国時代のウクライナのエカテリーノスラフ県ヴェルフニェー村（現在のルハーンシク州ルィスィチャーンシク）にて、ロシア人の鉄道労働者の家庭に生まれる。元兵士の父親は、鉄道員や鉱山労働者として雇用と失業を繰り返した。また、ヴォロシーロフは自身の回顧録の中で、生まれ故郷や家族について、ルーツはロシアにあると述べている。しかし、 現代のウクライナの歴史家は、ヴォロシーロフのルーツがウクライナである可能性が高いことを主張しており、ソ連の反体制派でウクライナ人のペトロ・グリゴレンコ少将によると、ヴォロシーロフ自身はウクライナの文化で過ごしてきたという。
ヴォロシーロフは自伝の中で、6、7歳頃から働きに出て、裕福な農民から頻繁に殴打を受けるなど、極度の苦難の幼少時代を過ごし、富裕層の農家であるクラークに対する激しい嫌悪感を生涯持ち続けたと述べている。そして彼が12歳のときには、近くの村に新しく開校した学校に入学し、そこで2年間の教育を受けたという。
ヴォロシーロフは故郷の村の近くの工場で働いていたが、1896年、ストライキに参加したことで解雇され、その後ストライキ扇動の罪で逮捕されるも釈放される。1903年には、ルガンスクにあるドイツ人の経営する工場に入所し、同年末にはロシア社会民主労働党に入党する。翌年にボリシェヴィキ派に所属し、ルガンスク・ボリシェヴィキ委員会の指導者となる。1905年のロシア第一革命の際には再びストライキを起こしたが逮捕され、釈放後はルガンスク・ソビエト議長となり、労働者のストライキと戦闘団の創設を指導した。
ストックホルムで開かれたロシア社会民主労働党第4回大会に代表として出席し、「ヴォロディア・アンティメコフ（反メンシェヴィキの異名）」のペンネームを使用し、早くからボリシェヴィキの革命家としての地位を確立した。また、このときボリシェヴィキ指導者のウラジーミル・レーニンや、グルジア代表のヨシフ・ジュガシヴィリ（後のヨシフ・スターリン)と知り合う。また、1907年にはロンドンの第5回大会にも出席し、ミハイル・フルンゼ、ミハイル・カリーニンらとも知り合う。しかし、同年に逮捕され、アルハンゲリスク州に追放されるも、12月に脱走し、スターリンと共にバクーへ逃れた。その後ヴォロシーロフは1908年に再び逮捕されたが、1912年に亡命先から釈放され、1913年に恩赦の対象となる。また、この時、一時期ツァリーツィン（後のヴォルゴグラード）の兵器工場で働いていた。

### ロシア革命と内戦

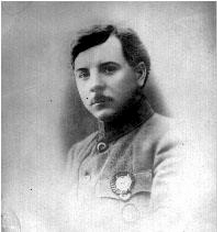
ヴォロシーロフ軍司令官（1920年）

1917年のロシア二月革命時には、ペトログラード（現在のサンクトペテルブルク）にいたが、ルガンスクに戻り、同地のソビエト議長に選出される。同年11月、チェーカーの職務に就いたフェリックス・ジェルジンスキーに代わってペトログラード労兵ソビエトの委員となる。
1918年、第1ルガンスク社会主義パルチザン支隊を編成。この後、4月中旬にはウクライナのドンバスで編成された第5軍司令官に任命されたが、ドイツ軍とピョートル・クラスノフ将軍のコサック軍に敗れる。その後、第10軍を編成し、ツァリーツィン防衛を組織化する。この間にスターリンと緊密な関係を築くことになった。しかしながら、スターリンがツァリーツィンから去ると、陸軍人民委員のレフ・トロツキーは、ヴォロシーロフは規律に欠け、軍隊の指揮官にふさわしくないと判断し、彼を罷免した。
その後、ヴォロシーロフはハリコフ軍管区司令官としてウクライナに赴任し、ウクライナ・ソビエト共和国の内務人民委員となった。共産党第8回党大会では、同大会で採択された旧帝国軍将校を「軍事専門家」として赤軍に採用する案に反対を意思を表明したが、トロツキーの支持もあり赤軍の高級将校には多くの旧帝国軍将校が採用された。その後のロシア内戦およびポーランド・ソビエト戦争では南部前線における指揮官となり、スターリンとともに政治将校として勤務していた。ヴォロシーロフは、主に南ロシアの農民から成る第一騎兵軍の士気に対する責任を負ったが、コーマロウの戦い（Battle of Komarów）での大敗や、騎兵隊の階級内での残忍な反ユダヤ主義的暴力の規則的な勃発は、政治将校としてのヴォロシーロフの力では防ぐことができなかった。

### 戦間期

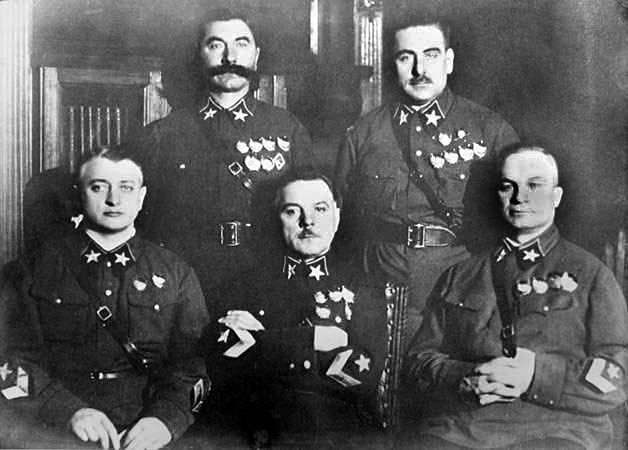
最初のソ連邦元帥。前列左からトゥハチェフスキー、ヴォロシーロフ、エゴロフ。後列左からブジョーンヌイ、ブルュヘル（1935年）

1921年、クロンシュタットの反乱の鎮圧に参加し、党中央委員に選出される。1921年～1924年まで北カフカース軍管区司令官、同年3月にはモスクワ軍管区司令官に就任する。1925年にフルンゼが死去し、ヴォロシーロフは後任の陸海軍人民委員、ソ連軍事革命評議会議長に就任した。彼はソ連時代に最も長い間、軍部のトップとして君臨し続けており、政権の中枢にいるのにもかかわらず、当初は政治的影響力を持ち合わせてはいなかった。このことに関連して、1930年11月にロシア・ソビエト共和国の閣僚会議議長（首相格）のセルゲイ・シルツォフは、ヴォロシーロフを除いた「小さな派閥」が意思決定を行っていると主張した。
ヴォロシーロフは1926年に政治局員となり、スターリン派に属していたことで、スターリン、レフ・カーメネフ、グリゴリー・ジノヴィエフによるトロイカ体制が崩壊した後も粛清されることなく、スターリンの側近として頭角を表していった。また、内戦におけるスターリンの役割を称賛する論文を執筆し、後に『スターリンと赤軍』という本を出版し、その中でスターリンを「最も傑出した内戦の勝利の立役者」の一人として、「真の戦略家」として、「輝かしい先見性を持つ第一級の組織者にして軍事指導者」として紹介している。しかし、中国に対する外交政策に対する見解やトロツキーとジノヴィエフの中央委員会からの即時追放をめぐる論争でスターリンと衝突したことで知られており、必ずしもすべての面でスターリンを肯定していたわけではない。
1931年2月4日のソ連軍事革命評議会の決定により、ヴォロシーロフの名前は赤軍空軍軍事技術学校と赤軍海軍士官学校、および第4騎兵レニングラード赤旗師団の名称に与えられた。また、1933年10月にソ連代表団の団長としてトルコを訪問し、ムスタファ・ケマル・アタテュルクと共にアンカラの軍事パレードに参列した。
1934年1月、共産党第17回党大会において、「ソビエト連邦の防衛力をさらに強化する必要がある」と演説し、6月には陸海軍人民委員から改変された国防人民委員（国防相）に就任した。1935年9月22日、ヴォロシーロフは今まで廃止されていた軍の階級制度を復活させた。また、同年11月にはソ連中央執行委員会とソ連人民委員会議の決定により、ヴォロシーロフは
他の4人の高級司令官と共に「ソ連邦元帥」の軍事階級を授与された。元帥に昇進したヴォロシーロフの下で、赤軍は近代兵器で再武装され、技術の面でも新しいモデルの戦車や航空機、大砲が装備された。また、軍の近代化の一環として、新型砲の戦闘力をデモンストレーションするために、ニコライ・ヴォロノフ、ヴラジーミル・グレンダリ、マトヴェイ・ザハロフ、ゲオルギー・サフチェンコら砲兵科の司令官を集めた特別委員会を主催した。
1937年には、第1期ソ連最高会議議員に選出され、死去する1969年の第7期まで議員を務めた。
また、第1期から第4期の間、ウクライナ・ソビエト最高会議議員にも選出された。

### 大粛清
ヴォロシーロフはスターリンのおべっか使い、イエスマンとして、1930年代の大粛清では、いわば執行者として中心的な役割を果たし、ヴォロシーロフ自身も軍の同僚や部下たちを多く告発した。
1936年8月の第一回モスクワ裁判の際、ヴォロシーロフは、「被告人」の慈悲を求める訴えを拒否し、遅滞なく処刑する命令を下した4人の政治局員（他3人はスターリン、ヴャチェスラフ・モロトフ、ラーザリ・カガノーヴィチ）の1人であり、185件の処刑リストには、ヴォロシーロフ自らが署名した。この署名により、約1万8000人が有罪判決を受け、銃殺された。また、この裁判では、スターリンと共にトロイカ体制を組んでいたカーメネフやジノビエフらが処刑された。
1937年3月の中央委員会でニコライ・ブハーリンとアレクセイ・ルイコフの粛清を支持し、彼らを「反逆者」として非難した。
ヴォロシーロフは、ミハイル・オストロフスキーのような追放された元赤軍将校や外交官に個人的な書簡を送り、彼らを「当局から懲罰を科される危機にはない」と安心させたが、結局、オストロフスキーは1938年に逮捕されて懲役15年の判決を受け、1952年にノリリスクで獄死した。

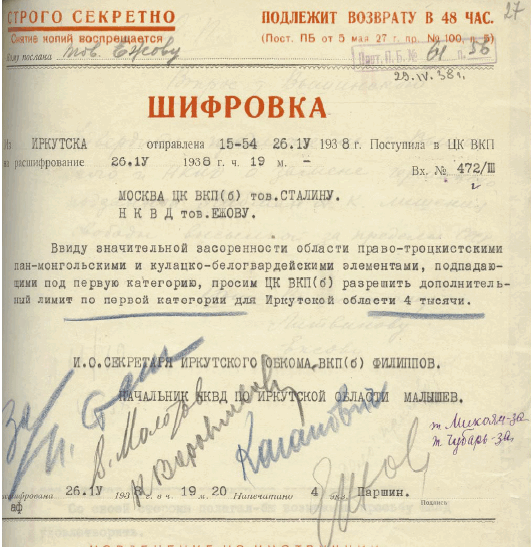
イルクーツク州委員会アルカディ・フィリポフ書記長代行とイルクーツク州NKVD長官ボリス・マリシェフによる、処刑リスト数の際限引き上げに関する電報。ヴォロシーロフの署名は右から3番目。

大粛清の拡大はロシア内戦の英雄のミハイル・トゥハチェフスキー元帥を筆頭とした、旧帝国軍将校を多く含む赤軍将校にまで及んだ。しかし、ヴォロシーロフの見解としては、赤軍内の「反革命分子」は少数であり、大粛清が赤軍内部にまで及ぶとは想定していなかった。実際に、イワン・コーネフのように、彼の手によって粛清を免れた将校も何人か存在しており、トゥハチェフスキー元帥の粛清にも、直接には関与していなかった。（しかし、ヴォロシーロフはトゥハチェフスキーの処刑自体には反対していなかった。）とはいえ、ヴォロシーロフは、赤軍から多くの「機械主義者」（騎兵よりも戦車の使用を支持する将校）の粛清に積極的に関わり、騎兵閥の筆頭であるセミョーン・ブジョーンヌイ元帥は、赤軍における騎兵の地位を守るために、ヴォロシーロフを味方に引き入れようとしたが、このときは断固として反対し、近代兵器の導入を最優先した。その後、大粛清の嵐が吹き終えると、赤軍の野戦部隊の再編成を始め、最高司令部によっていくつかの改革が行われたが、粛清後の赤軍の中枢を担ったヴォロシーロフやグリゴリー・クリーク元帥のような政治的に任命された司令官たちは、実際に改革を実施する能力は持ち合わせていなかった。

### 第二次世界大戦
国防人民委員の地位にあって、1939年11月から1940年1月まで冬戦争（第1次ソ・芬戦争）ではヴォロシーロフは総司令官として軍を指揮するが、フィンランド軍の粘り強い抵抗の前に非常な苦戦を強いられ、赤軍は約32万人の死傷者を出した。（フィンランド軍は7万人の死傷者を出した。）この責任を取らされる形で、40年5月に国防人民委員を解任された。この頃、夕食会の席上でスターリンから失策を痛罵され、思わず、「（苦戦の原因は）あなたの粛清だ！多数の優秀な将校がいなくなったからだ！」と激しく反駁したという逸話が残っている（これは衆人環視のなかで彼が怒りを爆発させたほとんど唯一の事例であり、かつ独裁体制を樹立したあとでスターリンに直言した者が政治的に生き残った数少ない例のひとつでもある）。冬戦争の醜態から、ニキータ・フルシチョフはヴォロシーロフに対して低い評価をつけており、後年「赤軍の大きな溜壺」（biggest bag of shit in the army）と酷評している。ヴォロシーロフはその後、文化担当の副首相に任命された。
1939年9月に、ドイツとソ連がポーランドに侵攻すると、当初ヴォロシーロフは、捕虜となった数千人のポーランド軍将校を解放すべきだと主張していたが、後に1940年のカティンの森事件における彼らの処刑命令には署名した。

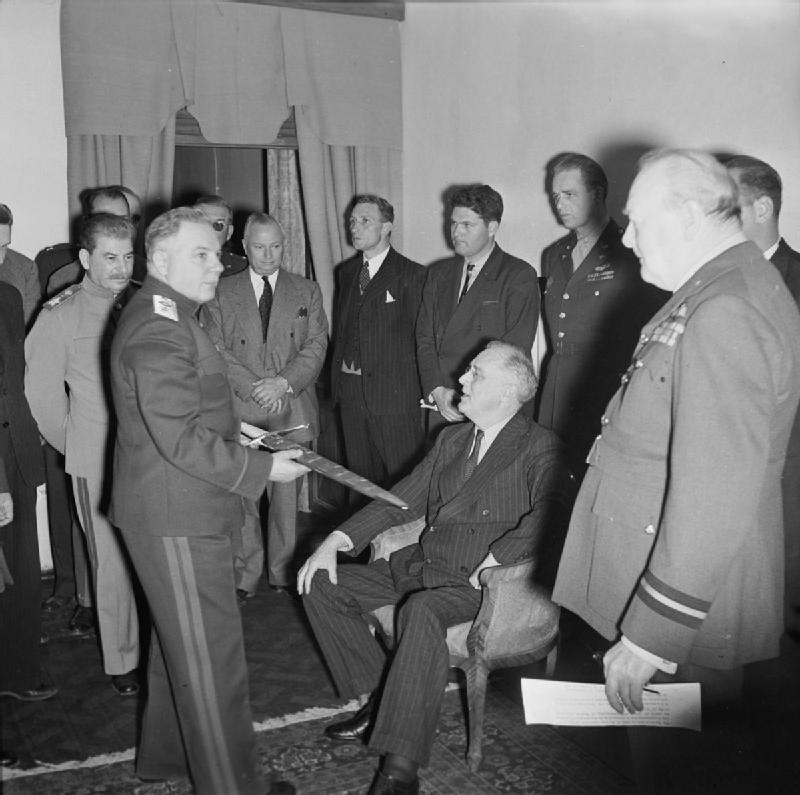
イギリス首相ウィンストン・チャーチルとスターリンが見守る中、スターリングラードの剣]をフランクリン・ルーズベルト大統領に披露するヴォロシーロフ。

1941年、独ソ戦（大祖国戦争）が開始されると、ヴォロシーロフは国家防衛委員会および大本営のメンバーとなり、軍事面でスターリンを補佐し、各地戦線に派遣された。
同年7月10日には北西戦線を含む北西方面軍司令官に就任したが北西方面軍は8月27日に解散している。敗勢の中退却する部隊を結集し、ピストルだけでドイツ軍戦車に反撃する無謀とも言える策を自ら指揮したエピソードが伝わっている。9月にはレニングラード戦線司令官を短期間務めたが、元帥とは言え、キャリアからするとヴォロシーロフは政治将校にすぎず、結局、ドイツ軍によるレニングラード包囲を許す結果をもたらした。ヴォロシーロフはスターリンの年来の昔なじみという立場から、これらの独ソ戦当初に敗北したという不名誉は不問に付された。しかし、彼の軍人の同僚たちからはほとんど軽蔑の眼差しを向けられていた。
1942年9月6日、ヴォロシーロフは対独ゲリラ活動の総司令官に任命され、パルチザン部隊の指揮系統にある諸問題を改善した。彼によって導入された統制方式は、前線において効果的であることが証明され、若干の変更を踏まえながら終戦まで存続し続けた。しかし、同年11月19日に機関は廃止され、サボタージュの専門家で、赤軍の破壊工作員のイリヤ・スタリノフ大佐よれば、この決定は、その後のゲリラ活動に大きな悪影響を与えたという。
1943年、ヴォロシーロフはテヘラン会談に参加し、ドイツに対する無条件降伏文書の作成に関わった。

### 戦後の経歴

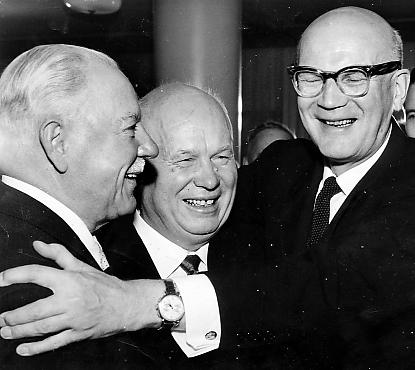
フルシチョフ、ケッコネン(右)と

終戦後の1945年から1947年まで、ソ連軍はハンガリーに駐留し、ヴォロシーロフはハンガリー連合国委員会の委員長を務め、ハンガリー第二共和国の成立と同国の共産化を指揮した。彼は、1945年10月のブダペスト市選挙におけるハンガリー共産党の不振の原因に、共産党幹部層が少数民族により占められていることを挙げ、「指導者がハンガリー出身でないことは党にとって有害な事態である」と発言した。
1946年から1953年までソ連閣僚評議会副議長（副首相）を務め、1952年に党幹部会（政治局を改称）員となる。
1953年にスターリンが死去したことにより、ソ連に大きな変化がもたらされる。ヴォロシーロフは首相となったゲオルギー・マレンコフとソ連共産党書記局の主導権を握ったフルシチョフによって国家元首各に相当する最高会議幹部会議長に選出された。この三者は、スターリンの死の直後に権力を握っていたラヴレンチー・ベリヤの逮捕及び追放を共謀していた。1956年、第20回党大会でフルシチョフがスターリン批判を開始すると、ヴォロシーロフは一時的、マレンコフ、モロトフ、カガノーヴィチら、旧スターリン派（いわゆる「反党グループ」)に加わり、フルシチョフ攻撃に走った。しかし、1957年6月、フルシチョフが権力闘争に勝利すると、ヴォロシーロフはフルシチョフ側に寝返った。
ヴォロシーロフはソ連の国家元首として、1954年7月12日のソ連最高会議幹部会議長令によって、前任のニコライ・シュヴェルニクによって導入された、ソビエト連邦の文民省庁の職員の階級と記章、及び制服を廃止した。

### 引退と死去
1960年5月7日、ソ連最高会議はヴォロシーロフの「引退の要請」を受けて、これを承認し、後任の最高会議幹部会議長にレオニード・ブレジネフを選出した。その後ヴォロシーロフは実権のないソ連最高会議議長（国会議長に相当）に任命されたが、同年7月16日に党中央委員会により党幹部会員から解任された。1961年10月の第22回党大会では、ヴォロシーロフは中央委員に選出されず、これにより、彼は年金生活に入った。ヴォロシーロフ引退の直前の挿話として以下のようなことが残されている。ある日、中央委員会の夕食会に出席したヴォロシーロフは、他の出席者から無視された。この冷遇から自らの解任が既に決定されていると悟ったヴォロシーロフは、解任を先取りし、名誉ある「引退」を表明したと言われる。しかし、フルシチョフの失脚後、党第一書記（後に書記長）となったブレジネフによって、ヴォロシーロフは1966年に中央委員に返り咲き、1968年には２度目のソ連邦英雄の称号を授与された。
1969年12月2日、ヴォロシーロフはモスクワで死去した。遺体はクレムリンの壁墓所の中でも最高指導者経験者等の重要人物しか葬られないレーニン廟裏の革命元勲墓に埋葬され、格別の栄誉を受けた。

## 家族
妻はユダヤ籍を持つホルダ・ダヴィードヴナ・ホルプマン（1887年～1959年）。ヴォロシーロフとの結婚前に正教に改宗の上で、エカチェリーナに改名している。二人が出会ったのは、エカチェリーナが1906年に派遣されたアルハンゲリスクに亡命した時だった。彼女は1917年からボリシェビキ党員になり、レーニン博物館副館長職として勤務した。一方で自分たちは子をもうけず、フルンゼの息チムールとピョートル，娘タチヤーナ、更に孫子のクリムとヴァロージャを育てた。養子の一人、ピョートルは1918年、エカチェリーナがロシア内戦中のツァーリツィン戦線にて、孤児を助けていた4歳の孤児であり、後にソ連陸軍の中将にまで昇進した。

## 顕彰
第二次世界大戦で使用された重戦車であるKVシリーズ（KV-1、KV-2、KV-85）は、ヴォロシーロフにちなんで名付けられたものである。1935年、ウクライナと極東の都市が彼にちなみヴォロシロフグラードおよびヴォロシロフ（それぞれ1950年代後半に、ルハーンスィク、ウスリースクに改称）と命名された。また、モスクワのソ連軍機甲軍大学にも、ヴォロシーロフの名称が冠された。

## 人物
- 1974年にモロトフがヴォロシーロフの人柄についた語ったところによると、「ヴォロシーロフはいい人だったが、それは一時であった。彼は労働者階級出身の庶民的で、弁舌に達者であり、清潔な男だった。彼のスターリンに対する献身ぶりはそれほど強いものではなかったが、彼は積極的にスターリンを擁護し、基本的にすべての点おいて彼を支持していた。しかし、このことは非常に複雑な問題だ。スターリンはヴォロシーロフを批判的に扱っており、スターリンがなぜ彼を批判的に扱い、我々の会話にまったく呼ばなかったのかを理解するためには、次のことを考慮しなければならない。ヴォロシーロフ一人でスターリンの元へ出向くと、スターリンは顔をしかめていた。なぜかというと、ヴォロシーロフはスターリンに対し、大層失礼なことをしたのだ（スターリンは冬戦争の敗北の責任をヴォロシーロフに着せ、彼に罵声を浴びせたが、夕食の席上でヴォロシーロフがスターリンに対し激しく反駁した。）。」[28]。

- 指揮官としての才能は無かったが、戦時経済の構築などの分野では優れていたと言われる。

- 日本でも良く知られている、1934年にグーセフにより作詞されたポーリュシカ・ポーレでは10番中7番の歌詞に、国防部門で重要な地位に就いたばかりのヴォロシーロフの名が登場する。

## 著作物
- 『スターリン作戦論』